# Boogharp

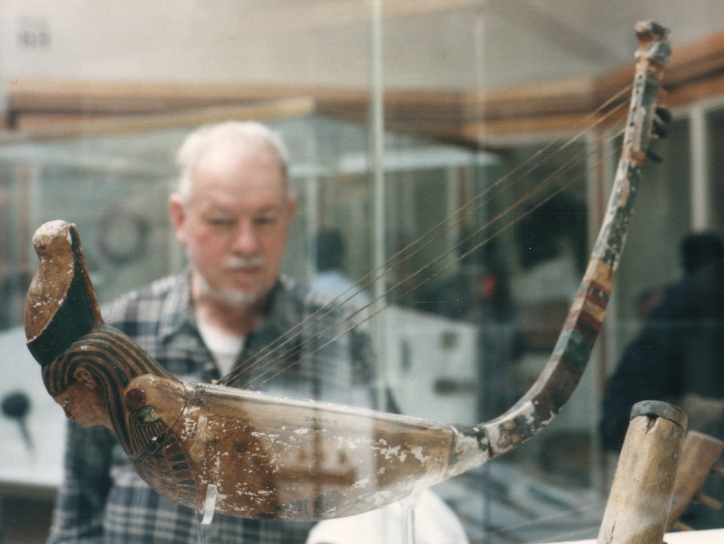
Egyptische boogharp

De boogharp is het eerste type echte harp.
Bij deze harp zijn de snaren over een boog gespannen, waardoor de voorkant open blijft. Hierdoor wordt de afstamming van de jachtboog duidelijk.
De vroegste boogharpen zijn van het begin van het 4de millennium v.Chr. en stammen uit Egypte waar ze in gebruik bleven tot de Romeinse verovering. Tijdens de regering van de farao Snofroe werd de eerste herstembare harp uitgevonden.
Uit de boogharp evolueerden de latere Keltische harp en pedaalharp.